# هنری وینتر
هنری وینتر (انگلیسی: Henry Wynter; ۵ ژوئن ۱۸۸۶ – ۷ فوریهٔ ۱۹۴۵) فرد نظامی اهل استرالیا بود. وی همچنین برندهٔ جوایزی همچون نشان حمام شده‌است.